# La Chapelle-de-la-Tour
Chapelle-de-la-Tour é uma comuna francesa na região administrativa de Auvérnia-Ródano-Alpes, no departamento de Isère. Estende-se por uma área de 9.04 km². Em 2010 a comuna tinha 1 912 habitantes (densidade: 211,5 hab./km²).